# Macín Chico
Macín Chico är en ort i Mexiko.   Den ligger i kommunen San Juan Bautista Tuxtepec och delstaten Oaxaca, i den sydöstra delen av landet, 300 km sydost om huvudstaden Mexico City. Macín Chico ligger 76 meter över havet och antalet invånare är 1 195.
Terrängen runt Macín Chico är kuperad västerut, men österut är den platt. Terrängen runt Macín Chico sluttar österut. Runt Macín Chico är det ganska tätbefolkat, med 160 invånare per kvadratkilometer. Närmaste större samhälle är Tuxtepec, 15,6 km öster om Macín Chico. Omgivningarna runt Macín Chico är en mosaik av jordbruksmark och naturlig växtlighet.